# Eurytemora bilobata
Eurytemora bilobata är en kräftdjursart som beskrevs av Akatova 1949. Eurytemora bilobata ingår i släktet Eurytemora och familjen Temoridae. Inga underarter finns listade i Catalogue of Life.